# ساري إيساييه
ساري ميريام إيساييه (بالفنلندية: Sari Miriam Essayah)، هي عدائة مشي طويل وسياسية فنلندية ولدت في يوم 21 فبراير 1967 في قرية هوفيكوري في فنلندا إختصت بسباقات ال5000 وال10000 متر وأبرز إنجازاتها هو فوزها في بطولة العالم لألعاب القوى 1993 التي أقيمت في مدينة شتوتغارت في ألمانيا بالميدالية الذهبية ونالت الميدالية الذهبية في بطولة أوروبا لألعاب القوى 1994 التي أقيمت في هلسنكي في فنلندا، بعد اعتزالها أصبحت سياسية في حزب الديمقراطيون المسيحيون الفنلندي وأصبحت عضوة في البرلمان الفنلندي من سنة 2003 إلى سنة 2007 وفي سنة 2015 تم انتخابها كعضوة في البرلمان الأوروبي.

## روابط خارجية
- ساري إيساييه على موقع الاتحاد الدولي لألعاب القوى (الإنجليزية)
- ساري إيساييه على موقع اللجنة الأولمبية الدولية (الإنجليزية)
- ساري إيساييه على موقع أوليمبيديا (الإنجليزية)